# Доказ (право)
Појам доказа не дефинише се по правилу у законским актима, већ се користи као познат појам. Стога се сама дефиницја препушта правној теорији у којој постоји више схватања.
Ипак, као дефиниција доказа може се употребити ова:
| „ | Докази представљају податке чињеничне природе који произлазе из кривичнопроцесних радњи које су предузели субјекти кривичног поступка, а пре свега суд, који једини изводи доказе у кривичном поступку, на основу којих се утврђује чињенично стање, а на темељу кога се изводе кривичноправно релевантни закључци у погледу битних елемената кривичног дела и кривичне одговорности, те избора, односно мере конкретне кривичне санкције, када су за то испуњени потребни материјални и процесни услови, или се на темељу тих података извлаче одређени кривичнопроцесни закључци, при чему се такви закључци суда у процесном смислу уобличавају у оквиру одлуке којом се на законски регулисан начин решава предмет кривичног поступка | ” |

## Поделе доказа
Докази се у теоријском смислу могу поделити на посредне и непосредне. Посредни докази су они који само посредно, индиректно указују на постојање одређене кривичноправно релевантне чињенице (такав би на пример био исказ сведока да је чуо пуцње и видео одређено лице како се после извесног времена брзо удаљава са неког места) док непосредни докази омогућавају да се на основу њих директно утврди постојање одређене чињенице (тако би било када би у претходној ситуацији сведок видео како неко лице пуца). Посредни докази називају се још и индиције. Непосредни докази се у теорији сматрају кредибилнијим, међутим пошто важи начело слободног судијског уверења на суду је да одлучи да ли је и шта доказано одређним доказом. Посебно се то односи на случајеве када постоји такозвани низ индиција, када више посредних доказа указују на неку чињеницу. Ипак, суд је дужан да у пресуди образложи свој став у погледу изнетих доказа.
Докази се у теорији понекад делеи на доказе одбране, доказе оптужбе и индиферентне доказе, а критеријум те поделе је значај за одређену страну, тј. подупирање њених навода. Наравно, постоји могућност да одређени доказ (рецимо исказ сведока) подупире делимично и наводе тужбе и наводе одбране.

## Терет доказивања
Поступак изношења доказа сматра се централним делом главног претреса, који је сам по себи главни део кривичног поступка. Терет доказивања, тачније одређивање која страна је дужна да доказује неке чињенице, по правилу није формално регулисано. У одређеним случајевима постоји обавеза туженог да доказује своје наводе (нпр. када је у питањуклевета), а у пракси је правило да одређене чињенице доказује онај ко је за њих заинтересован. У римском и у грађанском праву начело је да терет доказивања лежи на тужиоцу.

## Доказне забране
Посебна правила регулишу доказне забране и одређују који се докази, односно доказна средства не могу користити. Ту се разликују две категорије:
1. докази изричито законом забрањени из разних разлога (тортура, полиграф и др.)
2. докази иначе допуштени, али забрањени услед недозвољеног начина прибављања

## Доказна средства и извори доказа
Од доказа као чињеница требало би разликовати доказна средства и изворе доказа. Извор доказа је конкретно лице или предмет из кога су произашли доказни подаци, односно докази у најопштијем смислу.
Доказна средства су начини или методи чијом применом суд у кривичном поступку прибавља доказе, изводећи их из извора доказа. У доказна средства спадају радње попут саслушања окривљеног или сведока, увиђаја, вештачења и др.

## Историја

### Античко и средњовековно право
Стари завет је захтевао најмање два сведока за осуду за злочин.
Стари римски закон је дозвољавао слободу судијама да оцењују доказе, али је инсистирао на томе да је „доказ обавезан на страни која потврђује чињеницу, а не на ономе ко је пориче“ и „нико не треба да буде осуђен због сумње“. Средњовековно римско право развило је разрађено степеновање нивоа доказа. Надовезујући се на библијско правило о два сведока, закључено је да један сведок, или приватни документи, могу представљати полудоказ, који, иако недовољан за осуду, може оправдати мучење да би се извукли додатни докази.‍:26–7, 59 Пошто су доказе у систему континенталног (грађанског права) оцењивале судије, а не пороте, тај систем није развио правила о искључивању доказа на начин на који је то урадило енглеско право.

### Англофоно (обично) право
Посебна карактеристика енглеског обичајног права историјски је била улога пороте као проналазача чињеница, за разлику од улоге судије као тумача закона. Стварање модерних суђења са поротом у 16. и 17. веку захтевало је правила о доказима како би се регулисало која сведочења и други докази могу бити стављени пред пороту. Док је већи део раних правила о доказима обичајног права произашао из судских одлука, Енглески парламент је такође играо улогу. Године 1677, Парламент и Круна су донели Статут о преварама и кривоклетству, забрањујући тужиоцима да пороти наводе одређене повреде уговора осим ако то није праћено потписаним, писаним инструментом. Још једно рано правило о доказима била је забрана причања из друге руке, прихватања вансудске изјаве како би се доказала истинитост онога што се тврди. Почетком 19. века, главни судија лорд Менсфилд из Суда за опште жалбе је изјавио:
„У Шкотској и већини континенталних држава, судије одлучују на основу спорних чињеница као и на основу закона; и мисле да нема опасности да слушају доказе из друге руке, јер када дођу да размотре своју пресуду о меритуму случаја, они могу у потпуности да верују себи да ће занемарити доказе из друге руке, или да им дају било какву малу тежину коју можда заслужују. Али у Енглеској, где је порота једини судија о чињеницама, докази из друге руке су исправно искључени, јер нико не може рећи какав би то ефекат могао имати на њихове умове.“
 Правила из друге руке су накнадно ажурирана више пута.

## Присуство или одсуство пороте
Сједињене Државе имају веома компликован систем правила о доказима; на пример, прослављена расправа Џона Вигмора о томе испунила је десет томова. Џејмс Бредли Тејер је 1898. известио да су чак и енглески адвокати били изненађени сложеношћу америчког закона о доказима, као што је његово ослањање на изузетке да би се сачували доказни приговори за жалбе.
Неки правни стручњаци, посебно историчар права са Станфорда Лоренс Фридман, тврде да сложеност америчког закона о доказима произилази из два фактора: (1) права америчких оптужених да порота донесе чињеничне закључке у практично свим кривичним предметима, као и многи грађански предмети; и (2) широко распрострањени консензус да су строга ограничења у погледу прихватљивости доказа неопходна да би се спречило да порота од необучених лаика буде под утицајем ирелевантних ометања. Према речима професора Фридмана: „Обученом судији не би била потребна сва ова правила; и заиста, закон о доказима у системима који немају пороту је кратак, сладак и јасан.“ Међутим, Фридманови ставови су карактеристични за приступ раније генерација правника. Већина људи сада одбацује раније популарну тврдњу да је институција суђења поротом главни разлог постојања правила о доказима чак и у земљама као што су Сједињене Државе и Аустралија; они тврде да су у употреби.

## Искључење доказа

### Неправедност
Докази о признању могу бити искључени зато што су прибављени угњетавањем или зато што је признање дато као последица било чега што је речено или учињено окривљеном што би вероватно учинило признање непоузданим. У овим околностима, првостепеном судији је на располагању могућности да искључи доказе о признању према члану 78(1) Закона о полицији и доказима из 1984. (PACE), или према члану 73 PACE, или према обичајном праву, иако у пракси признања бивају искључена према члану 76 PACE.

## Аутентикација
Одређене врсте доказа, као што су документовани докази, подлежу захтеву да понудилац достави судији одређену количину доказа (која не мора бити велика и докази не морају бити веома јаки) који сугеришу да је понуђени материјални доказ (нпр. документ, пиштољ) оно што понуђач тврди да јесте. Овај захтев за аутентификацију је важан првенствено у суђењима са поротом. Ако докази о аутентичности недостају у суђењу, првостепени судија ће једноставно одбацити доказе као неубедљиве или ирелевантне. Друге врсте доказа могу бити самостално аутентичне и не захтевају да било шта докаже да би предмет представљао опипљив доказ. Примери самопотврђујућих доказа укључују потписане и оверене јавне документе, новине и признате документе.